# Конрад III фон Дипхолц
Конрад III фон Дипхолц (на немски: Konrad III von Diepholz; * 1424, Дипхолц; † 21 май 1482, Фюрстенау) е от 1455 до 1482 г. епископ на Оснабрюк. 

## Произход и духовна кариера
Той е син на граф Конрад VII фон Дипхолц († 14 февруари 1379) и съпругата му графиня Ирмгард фон Хоя († 25 ноември 1416), дъщеря на граф Ото III фон Хоя († 1428) и втората му съпруга принцеса Мехтхилд фон Брауншвайг-Люнебург († 1433).
Конрад III първо е каноник в Девентер, от 1439 г. каноник в Оснабрюк. През 1455 г. е избран за епископ на Оснабрюк, като наследник на чичо му Рудолф фон Дипхолц.